# Square Victoria
La Square Victoria es una plaza situada en el Quartier International de Montreal, Canadá, en la intersección de Beaver Hall Hill y McGill Street. La plaza forma un componente integral del sistema de transporte público de la ciudad y constituye una «dirección de prestigio» para empresas e instituciones internacionales. Está bordeada por Viger Street al norte, Saint Jacques Street al sur, Beaver Hall Hill al oeste y Square Victoria Street (la prolongación de McGill Street) al este. Al igual que otras plazas de la ciudad, Square Victoria está abierta 24 horas al día a todos los ciudadanos de Montreal y desempeña el papel de pulmón urbano, con denso follaje al sur que disminuye gradualmente según la plaza sube Beaver Hall Hill.

## Historia

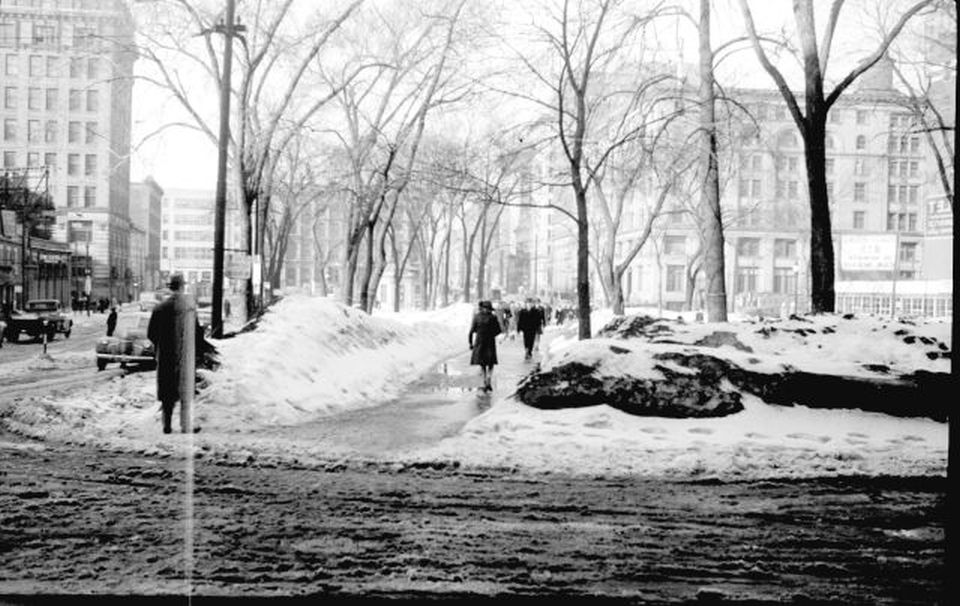
La Square Victoria en 1943.

La plaza ha existido desde 1813. Conocida antiguamente como Place du Marché-à-Foin y Place des Commissaires, fue renombrada en honor a la Reina Victoria para la visita del entonces Príncipe de Gales (posterior rey Eduardo VII) en 1860.
La Square Victoria ha sufrido muchos cambios estéticos a lo largo de su historia, funcionando a veces como un aparcamiento de coches y otras veces como un simple espacio abierto, mientras que en otros momentos ha sido mucho más refinada. La plaza fue restaurada a su configuración actual entre 2002 y 2003. Contiene la entrada de estilo art nouveau diseñada por Hector Guimard a la estación Square-Victoria-OACI del Metro de Montreal, una estatua de la Reina Victoria, la escultura Taichi Single Whip de Ju Ming y árboles a lo largo de las calles que la rodean.

## Localización

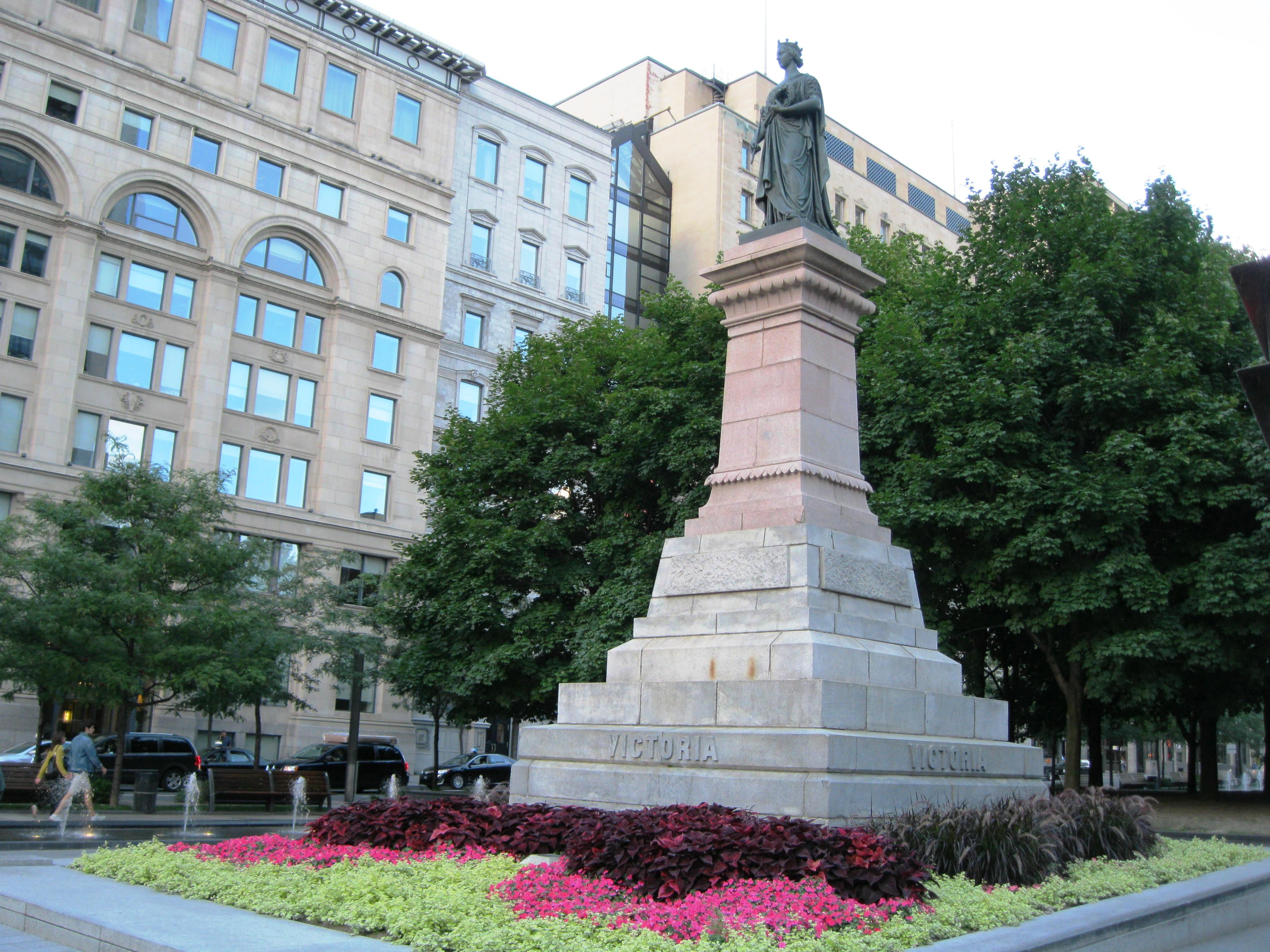
La Estatua de la Reina Victoria.

Actualmente, rodean la calle el CDP Capital Centre, el World Trade Centre Montreal y el Hotel W Montréal al este, la Tour de la Bourse y la Place de la Cité internationale al oeste, la Altoria/Aimia Tower al norte, y el Quebecor Building al norte, con su fachada completamente rediseñada.